# Беляков, Александр Алексеевич (инженер)
Александр Алексеевич Беляков — советский хозяйственный, государственный и политический деятель.

## Биография
Родился в 1894 году. Член КПСС с года.
С 1924 года — на хозяйственной, общественной и политической работе. В 1924—1974 гг. — инженер-конструктор проектно-изыскательной организации «Днепрострой», участник строительства Днепрогэса, помощник начальника строительства и главного инженера Камской ГЭС, начальник Технического отдела, главный инженер Главгидроэнергостроя, заместитель председателя Научно-технического совета Мосэнерго.
За участие в создании Красноярской гидроэлектростанции был удостоен в составе коллектива был удостоен Ленинской премии 1973 года.
Умер после 1974 года.